# Anthanassa saltator
Anthanassa saltator är en fjärilsart som beskrevs av Hall 1928. Anthanassa saltator ingår i släktet Anthanassa och familjen praktfjärilar. Inga underarter finns listade i Catalogue of Life.